# Glaswerk Maltitz

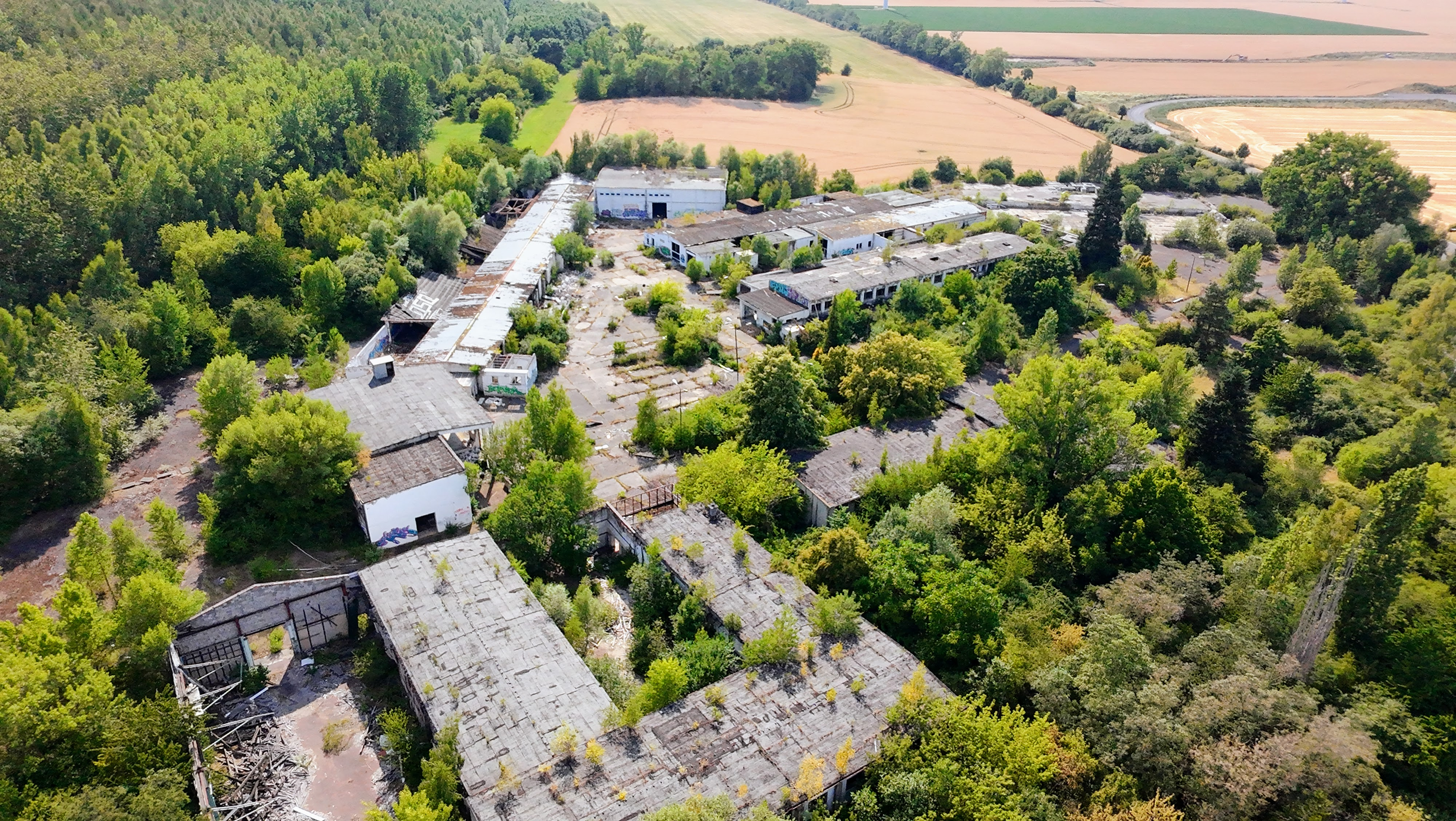
Das Werksgelände von oben, 2025

Das Glaswerk Maltitz (formell Glasverarbeitung Maltitz GmbH und bis 22. Januar 1993 offiziell unter der Abkürzung Glavema; oftmals abgekürzt als GVG Maltitz) war ein Glaswerk für Flachglas in der thüringischen Kleinstadt Lucka. Besonders hierbei war der Standort inmitten des Dreiländerecks zwischen Thüringen, Sachsen-Anhalt und Sachsen, weshalb sich das namensgebende Dorf Maltitz entgegen der Meldeanschrift nicht in Lucka, sondern in der sächsischen Stadt Groitzsch befindet. 1998 waren im Betrieb 123 Menschen angestellt.
Seinerzeit galt das Glaswerk Maltitz als Teil des VEB Flachglaskombinat Torgau als einer der wichtigsten Glasstandorte der gesamten DDR. Zuletzt war das Glaswerk Teil der Compagnie de Saint-Gobain.

## Geschichte

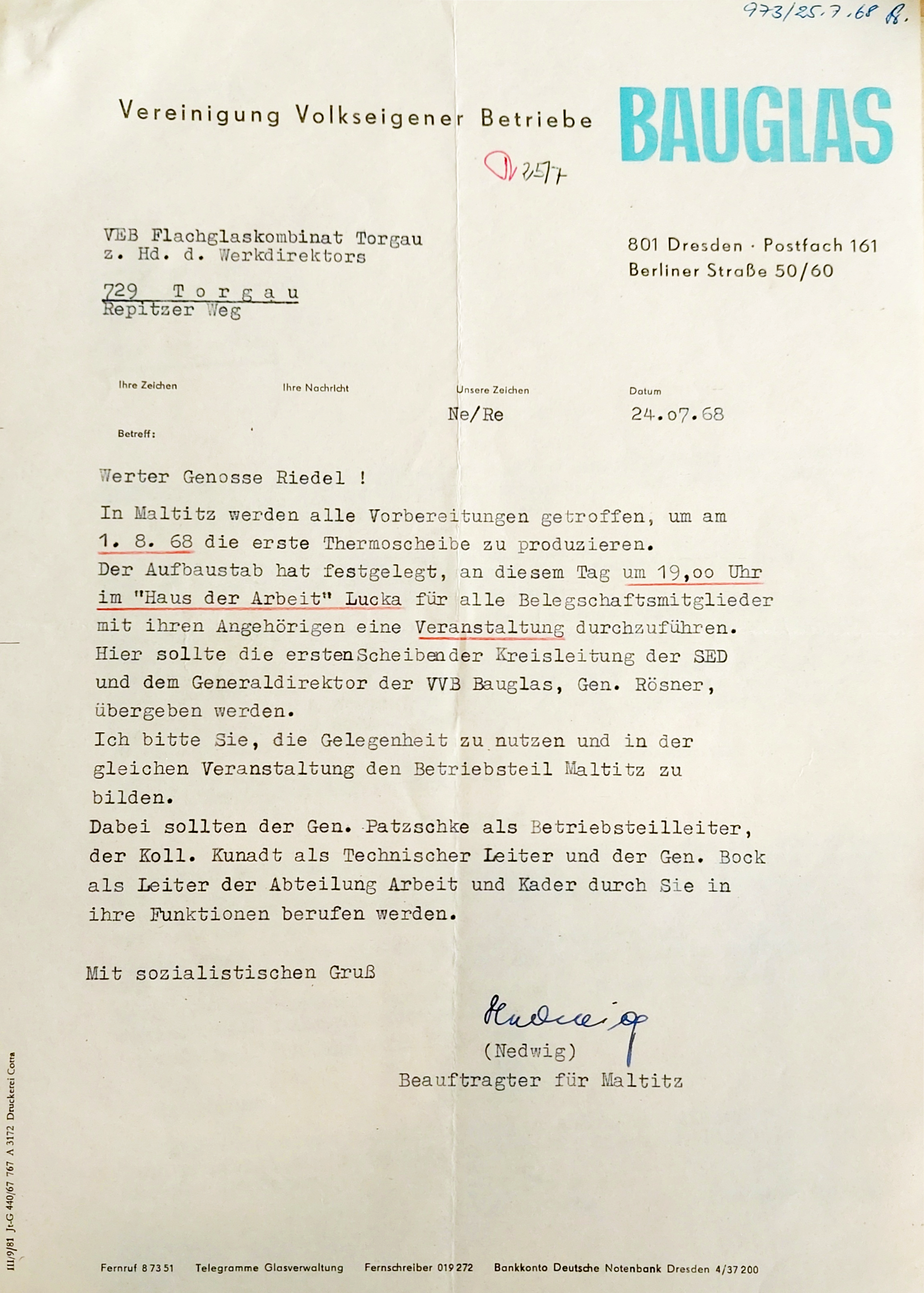
Schreiben der VVB Bauglas Dresden zur Eröffnung des VEB Thermoglas Maltitz, Juli 1968

Das früher beim volkseigenen Betrieb VEB Flachglaskombinat Torgau unter dem Namen „VEB Thermoglas Maltitz“ geführte Werk lag unmittelbar vor den Füßen des ehemaligen Tagebaus Phönix-Nord (1962–1968). Bevor der ursprüngliche Weinberg, der mit 173 Metern einst die höchste Erhebung der Gemeinde Elsteraue darstellte, für den Tagebau genutzt wurde, befand sich dort seit 1925 die Reitsportanlage des Reit- und Fahrvereins Langendorf. Diese wich in den 1950er Jahren dem geplanten Tagebau Phönix. Das Umfeld war vor Tagebauzeiten vor allem in landwirtschaftlicher Nutzung.
Das Gelände wurde von 1962 bis 1968 als Tagesanlage für den angrenzenden Tagebau genutzt. Unter anderem waren in den Anlagen eine Kantine und eine Krankenstation untergebracht. Ursprünglich war es geplant, einen Bunker mit Sprengstoff und Munition auf dem Gelände zu errichten. Auf dem Gelände des damaligen VEB Braunkohlekombinat Regis gab es des Weiteren eine Verkaufsstelle des Verkaufsbüros Staschwitz, das über die Konsumgenossenschaft Altenburg (später Meuselwitz) lief. Zu Zeiten des Tagebaus kam es rund um das Gelände immer wieder zu Erdrutschen, sodass die Landstraße zum Gelände teilweise nicht befahrbar und die Logistik entsprechend eingeschränkt war.
Nach der vorzeitigen Stilllegung des Tagebaus im Jahr 1968 wurde das Gelände dem Flachglaskombinat Torgau aus volkswirtschaftlichen Gründen zu einem Preis von 2,7 Millionen Mark (brutto) übergeben. Die damalige Vorgängerfirma „Glashütte Torgau GmbH“ wurde bereits im März 1926 gegründet.  Zum 1. Mai 1968 übernahm das Flachglaskombinat die Gebäude des VEB Braunkohlenwerk Phönix mit Sitz in Mumsdorf. In einem Schreiben des Braunkohlewerkes vom 14. Mai 1968 an die Konsum-Genossenschaft Kreis Altenburg heißt es im Wortlaut: „Wie bereits mit Ihnen besprochen, übernimmt der VEB Flachglaskombinat Torgau ab 1.5.1968 unsere Anlagen in Maltitz, so u. a. auch das Verwaltungsgebäude, worin sich Ihre Vst. 172 befindet.“ Das Kombinat aus Torgau war jedoch nicht die erste Wahl für die Nachnutzung der Tagebauanlagen. Im Rahmen eines Vergabeverfahrens zur Weiternutzung stillgelegter Anlagen der VVB Braunkohle Leipzig mit Sitz in Borna bewarben sich diverse volkseigene Betriebe. Am 19. Januar 1968 unterrichtete der Rat des Bezirkes Leipzig die Vereinigung volkseigener Betriebe über die eingegangenen Bewerbungen, die auf Grundlage der im Herbst 1967 gestarteten Bewerbungsphase verfasst wurden. Ursprünglich sollten die Anlagen in Maltitz an den VEB Triumphator-Werk Mölkau (bei Leipzig) gehen. Eine Ausarbeitung dazu wurde zwischen dem 27. und 29. Februar 1968 gefertigt, die die Vor- und Nachteile der Übernahme durch das Mölkauer Werk darstellte sowie eine Grobstudie über die Gegebenheiten in Maltitz beinhaltete.
In der Planwirtschaft erhöhte sich der Bedarf und die Produktion von Glas jedoch stark, wodurch mit Wirkung des 1. Januars 1969 das Flachglaskombinat mit Werken in der gesamten DDR gegründet wurde. Um den Bedarf zu decken, wurde auch der Standort Maltitz dem Kombinat zugesprochen. Entgegen der ebenfalls angegliederten Betriebe Aken, Radeburg und Babelsberg wurde Maltitz anfangs jedoch nicht als eigens gelisteter Betriebsteil geführt, sondern als „Torgau mit Maltitz“ aufgeführt. Für den Umbau zum Glaswerk wurden neue Produktionshallen geplant. Hierfür stellte die VVB Bauglas Dresden als übergeordnetes Organ am 27. Mai 1968 einen entsprechenden Antrag auf ein Standortgenehmigungsverfahren bei den territorial gleichermaßen zuständigen Kreisplankommissionen Altenburg, Zeitz und Borna. Der Antrag wurde letztlich der Kreisplankommission in Altenburg zugesprochen, welche diesen schließlich auch genehmigte. Am 1. August 1968 wurde in Maltitz feierlich die erste Thermoscheibe produziert.
Am 14. Mai 1968 wurde bei der SED-Parteileitung vom Werkdirektor des Flachglaskombinates, Günter Riedel (* 1928; † um 2010), beantragt, als Betriebsleiter für den Standort Maltitz den „Genossen“ Helmut Patzschke (* 2. Dezember 1936 in Holzweißig; † vor 2024 in Bitterfeld-Wolfen) zu bestätigen. Patzschke war zuvor im Braunkohlewerk Zipsendorf tätig und war Teil des Tagebaus Phönix-Mumsdorf. Er trat 1961 der SED bei und besuchte zwischen 1966 und 1967 die Bezirksparteischule.

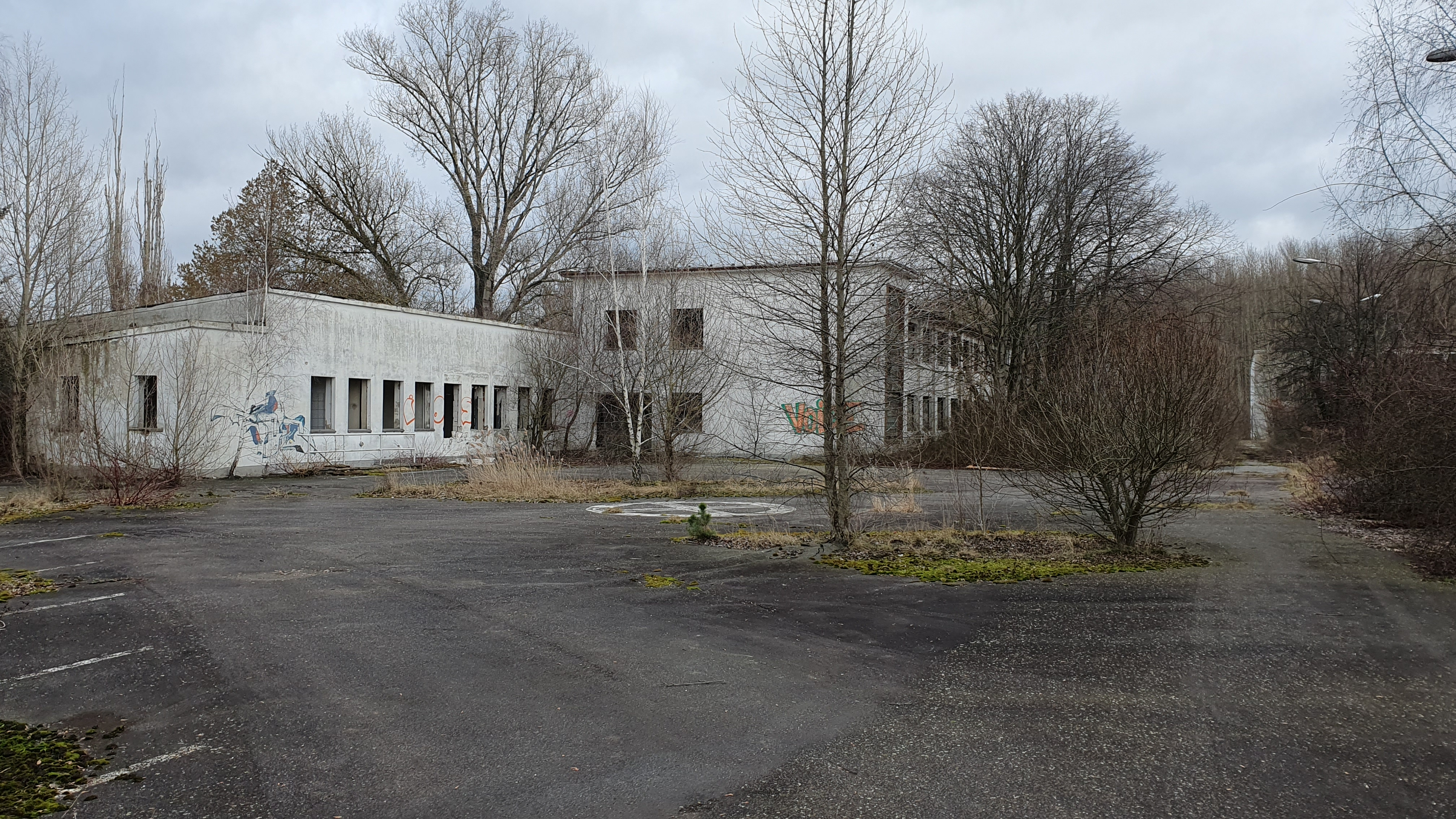
Das verlassene Verwaltungsgebäude im Februar 2023

Nach dem Mauerfall und dem Ende der DDR wurde die Glasverarbeitung Maltitz GmbH am 31. Mai 1990 aus dem Flachglaskombinat Torgau heraus mit einem Stammkapital von 8 Millionen D-Mark übernommen und beim Amtsgericht Leipzig eingetragen. 1991 wurde das Glaswerk Teil der Vereinigten Glaswerke (Vereinigte Glaswerke GmbH, kurz VEGLA) mit Sitz in Stolberg, welche sich 1933 aus zwei Spiegelmanufakturen gründeten und in den 1970er Jahren als 100%ige Tochtergesellschaft zur Saint-Gobain Gruppe kamen. Als Geschäftsführer wurde Dr. Lutz Seifert festgehalten. Am 30. November 1992 beschloss die Gesellschafterversammlung die Neufestsetzung des Stammkapitals auf 50 Tsd. D-Mark, parallel dazu wurde die Gesellschaftssatzung komplett neu gefasst. Später ging der Eintrag, auch wegen der gesonderten Grenzsituation, in das Amtsgericht Jena über. Die Gesellschafterversammlung beschloss mit Stichtag 14. November 2002 eine Gewinnabführung an die Saint-Gobain Deutsche Glass Deutschland GmbH (Aachen). 
Am 21. Juni 2000 wurde Dr. Lutz Seifert von Bernd Hartmann (* 31. Januar 1944, Hartenstein) als Geschäftsführer abgelöst. Am 28. April 2005 wurde dieser von Dipl.-Ing. Uwe Walter (* 13. Dezember 1950; † 30. November 2012, Rothenburg/Oberlausitz) abgelöst. Der letzte im Register eingetragene Geschäftsführer war Tom Hagemann (* 6. November 1966, Staig), welcher bereits am 19. Juli 2005 eine Prokura für das Unternehmen bekam.
Das Glaswerk steht weitestgehend immer noch. Gebäude wie Garagen und Pförtnerhäuschen wurden nach der Übernahme durch die Glasverarbeitung Maltitz GmbH um die Jahrtausendwende abgerissen. Der renaturierte Tagebau Phönix wurde zur „Halde Phönix Nord“. Sie grenzt direkt an das ehemalige Firmengelände und ist ein Naturschutzgebiet mit einer Vielfalt an Lebensräumen.

## Grenzsituation

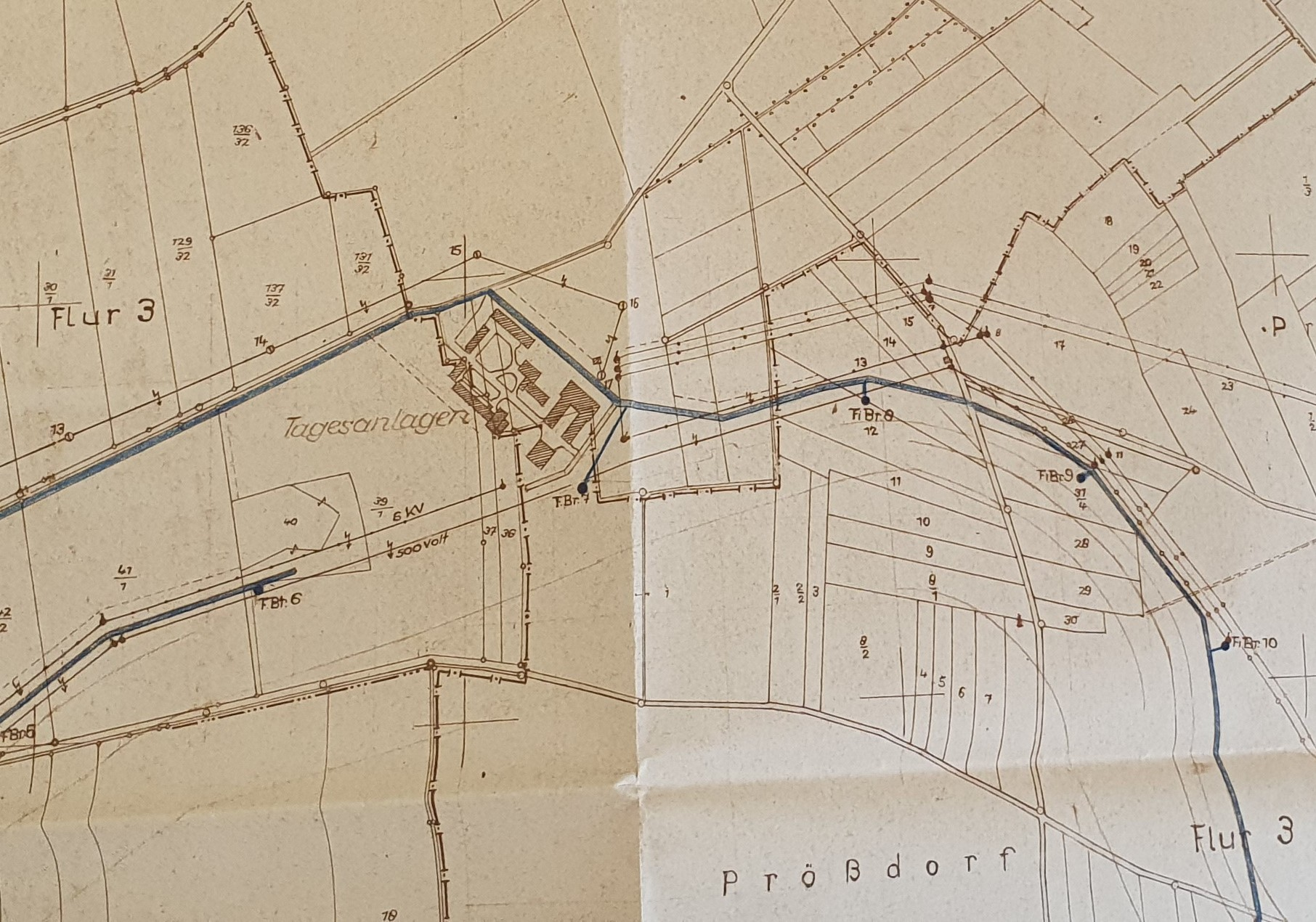
Die Tagesanlagen des Tagebaus Phönix-Nord auf einer Karte

Zu welcher Stadt das sechs Hektar große Gelände damals gehörte ist nicht geklärt; das Gelände liegt bei der Stadt Lucka in der Gemarkung Prößdorf, welches bis 1994 eine eigenständige Gemeinde war. Der Namensgeber Maltitz war bis 1948 eigenständig, bis 1973 Teil der Gemeinde Michelwitz und bis 1996 Teil der Gemeinde Auligk (alle eingemeindet nach Groitzsch). Auch der per Luftlinie am nächsten gelegene Ort Langendorf (jetzt Ortsteil von Elsteraue) war bis 2003 eine eigenständige Gemeinde. Der Schriftverkehr ging jedoch schon 1969 über eine Postfachanschrift in Lucka. Im Handelsregister hingegen wurde Maltitz als Firmensitz angegeben, welches zum Eintragungszeitpunkt der Gemeinde Michelwitz angehörte. Die bis zuletzt verwendete Anschrift „Auf freiem Feld 1, 04613 Lucka“ (vor der Postleitzahlreform 7403) in Thüringen wurde extra für die GVG Maltitz vergeben und nach der Schließung aus dem Postregister wieder ausgetragen. Die Telefonvorwahl der Firma gehörte jedoch wiederum zur sächsischen Stadt Groitzsch.
Bereits zu DDR-Zeiten war die Zuständigkeitsfrage immer wieder Thema der Behörden. Die Bezirksgrenzen der Bezirke Leipzig und Halle trafen sich genau auf dem Areal. Zudem verlief dort die Bergbauschutzgebietsgrenze des Tagebaus Phönix-Nord, welche den Neubau von Gebäuden pauschal untersagte. Dadurch wurden Zuständigkeiten bei Genehmigungen immer wieder zwischen den verschiedenen Behörden hin- und hergeschoben. Das Gelände war seit 2002 mit einer Fernwärmeleitung direkt an das ehemalige Kraftwerk Mumsdorf in Staschwitz angeschlossen.
Es war beabsichtigt, die GVG Maltitz mit einem eigenen Bahngleis an den Schienenfrachtverkehr anzuschließen, was aber nie umgesetzt wurde. Das Zentrale Projektierungsbüro der Glasindustrie Radebeul hatte hierfür bereits 1969 eine Studie erstellt, die die Kosten für den Transport von Glas aus Maltitz heraus analysierte. Hierbei stellte sich heraus, dass es am kosteneffizientesten sei, wenn das Glas mittels Güterzügen verfrachtet wird. Der Transport mit LKW war auch deshalb als teurer eingestuft worden, weil die Entfernung zu einer Autobahn und die allgemeine Verkehrsanbindung nicht optimal waren. Die nächsten Autobahnauffahrten von Maltitz aus sind die A72 Auffahrt Borna-Nord (24 Kilometer), die A38 Auffahrt Leipzig-Süd (28 Kilometer) und die A9 Auffahrt Weißenfels (29 Kilometer).

## Kunden / Produktion
Das Glaswerk war insbesondere im Bereich von Flach- und Sicherheitsglas tätig und war unter anderem an der Glasfassade des Berliner Hauptbahnhofes (2006) sowie an der Fassade des Kongress-Zentrums in Dresden (2004) beteiligt. Weitere Kunden befanden sich vor allem in der regionalen Umgebung, wie zum Beispiel im Landkreis Altenburger Land, Landkreis Zwickauer Land (seit 2008 Landkreis Zwickau), Burgenlandkreis (2007 mit dem Landkreis Weißenfels verschmolzen) und dem Landkreis Leipzig-Land (seit 2008 Kreis Leipzig). Zuvor waren die Bestandskunden vom VEB Thermoglas vor allem in den Kreisen Wolgast, Löcknitz (Kreis Pasewalk) und Klingenthal.
Im April 1970 & 1978 erfüllte der VEB Thermoglas Maltitz nicht die festgelegten planwirtschaftlichen Soll-Erzeugnisse, woraufhin die Vereinigung Bauglas Dresden das Glaswerk zu entsprechenden Maßnahmen verpflichtete, den Umstand zu beseitigen. Am 30. Juni 1978 erhielt das Flachglaskombinat Torgau, auch dank der bedeutenden Mehrarbeit des VEB Thermoglas Maltitz, eine Anerkennungsurkunde für die „erfolgreiche Verteidigung des Titels: energiewirtschaftlich vorbildlich arbeitender Betrieb“, welche im Auftrag des Ministeriums für Kohle und Energie ausgestellt wurde. Aufgrund der „Deutsch-sowjetischen Freundschaft“ gingen viele Glaslieferungen in die damalige Sowjetunion. Bei Auslandsbesuchen nahmen immer wieder auch Delegationen aus dem Glaswerk Maltitz teil.
Die Produktpalette erstreckte sich primär auf SEKURIT-Glas für Türen und Fenster, für Glaskonstruktionen sowie Glas für Innentüren. Darüber hinaus wurde EMALIT-Glas für Brüstungen hergestellt. In Maltitz wurden des Weiteren Innovationen der Saint-Gobain wie zum Beispiel CLIMAPLUS, CONTRASOL und TRISTAR produziert. Eine hierbei wichtige Sparte war die Produktion von Scheiben und Fenstern für Autos verschiedener Hersteller. Die GVG Maltitz nahm regelmäßig an Messen teil, so zum Beispiel an der Baufachmesse in Leipzig. Das Glaswerk war zeitweise einer der wichtigsten Produktionsstandorte der Saint Gobain Sekurit.

## Heutige Situation

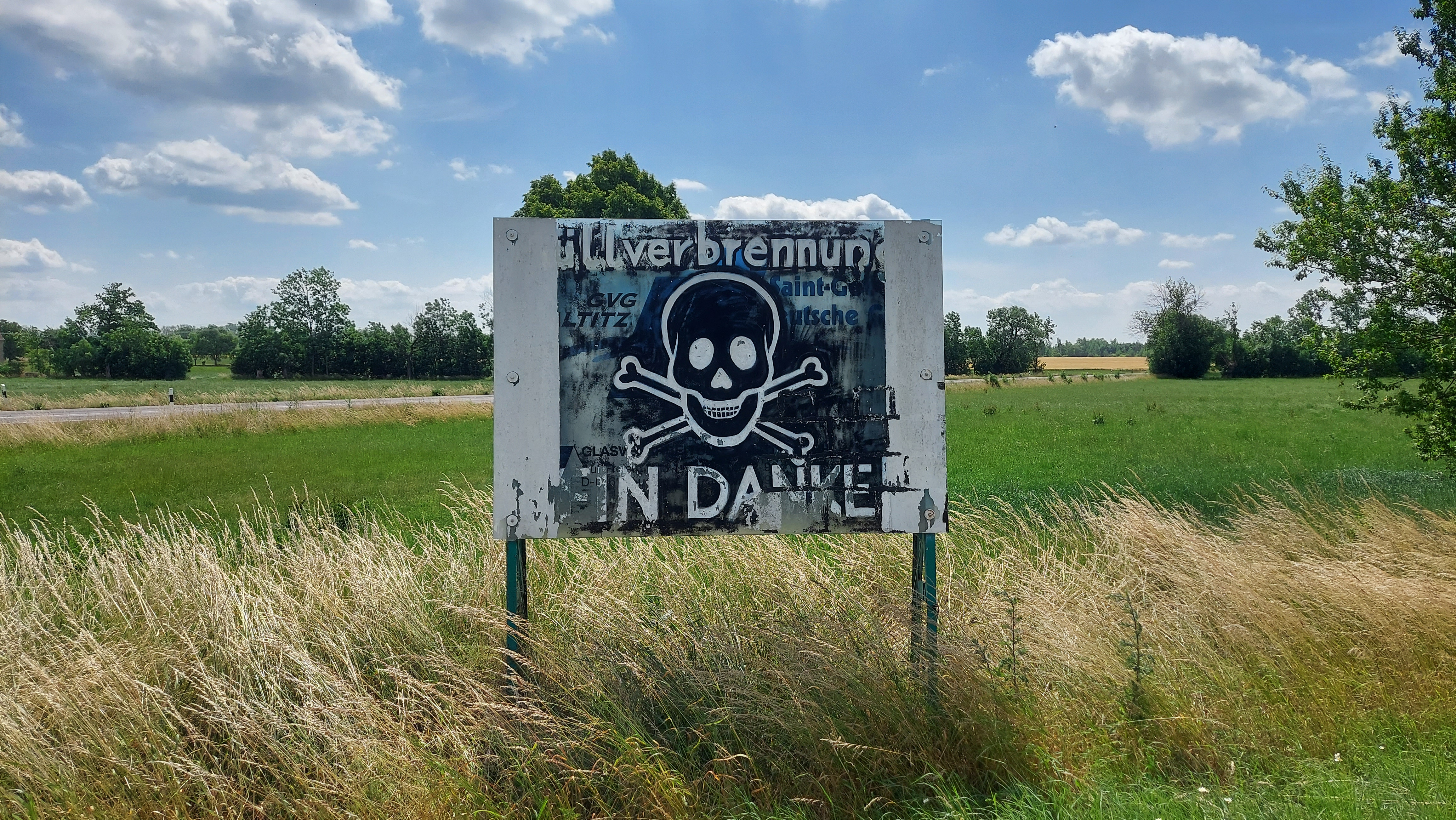
Das beschmierte Firmenschild an der Kreuzung der Staatsstraße S61 mit der Kreisstraße 7952

Das seit Ende 2007 verlassene Gewerbegebiet, welches aufgrund des Staatsvertrages zwischen dem Freistaat Thüringen, dem Freistaat Sachsen und dem Land Sachsen-Anhalt im Jahr 2013 vollständig dem Freistaat Thüringen überschrieben wurde, sollte ursprünglich zu einer Müllverbrennungsanlage umfunktioniert werden. Über das Vorhaben, welches von der GUK GmbH aus Chemnitz ausging, wurden die Gemeinden erstmals am 18. Dezember 2007 unterrichtet. Dagegen gab es jedoch einen großen Bürgeraufstand und viele Proteste. Bei einer Demonstration am 18. Oktober 2008 liefen rund 650 Menschen von Langendorf und Maltitz aus zum Gelände der GVG Maltitz und protestieren gegen die Müllverbrennungsanlage. In der Region rund um das „Meuselwitz-Altenburger Braunkohlerevier“ wurden insgesamt rund 10.000 Flyer verteilt. Am 5. Februar 2009 sprach sich schließlich auch der Gemeinderat der Gemeinde Elsteraue (Sachsen-Anhalt), auf dessen Gemeindegebiet sich das Gelände damals noch teilweise befand, gegen die Bauvorhaben aus.
Die Industriebrache verfällt und wird nicht mehr genutzt. Auf dem noch stehenden Firmenwegweiserschild am Straßenabzweig Maltitz Richtung Langendorf wurde mit schwarzer Farbe ein Totenkopf geschmiert und dazu geschrieben „Müllverbrennung – Nein danke“. Auch jegliche Bemühungen der Stadt Lucka, zumindest das Dreiländereck mit dem Dreiherrenstein touristisch attraktiv zu gestalten, blieben ohne Erfolg.
Der Standort ist gerade wegen der heruntergekommenen Gebäude ein beliebtes Ausflugsziel für Urbex-Explorer und Airsoft-Spieler, wegen der besonderen Grenzsituation auch für Hobby-Geologen und vor der Schließung auch für verschiedene Feierlichkeiten der Region, so zum Beispiel das Finale der Postkutschen-Reise der MDR-Sondersendung „Hoch auf dem gelben Wagen“ im Mai 2005, wobei jeweils eine Postkutsche in Sachsen, Thüringen und Sachsen-Anhalt gestartet ist und eine Reise durch das jeweilige Bundesland bis zum Dreiländereck bei Maltitz zurückgelegt hat.
Im Frühling 2024 gab es einen Brand im ehemaligen Archivraum des Flachglaskombinats Torgau, im hinteren Teil des Geländes. Der Raum war einer der wenigen, in denen sich noch Unterlagen aus der DDR-Zeit in gutem Zustand befanden. Sie wurden beim Feuer vollständig zerstört. Das Gebäude, das DDR-typisch mit Asbest gebaut wurde, blieb fast vollständig unbeschädigt.

## Grenzstein

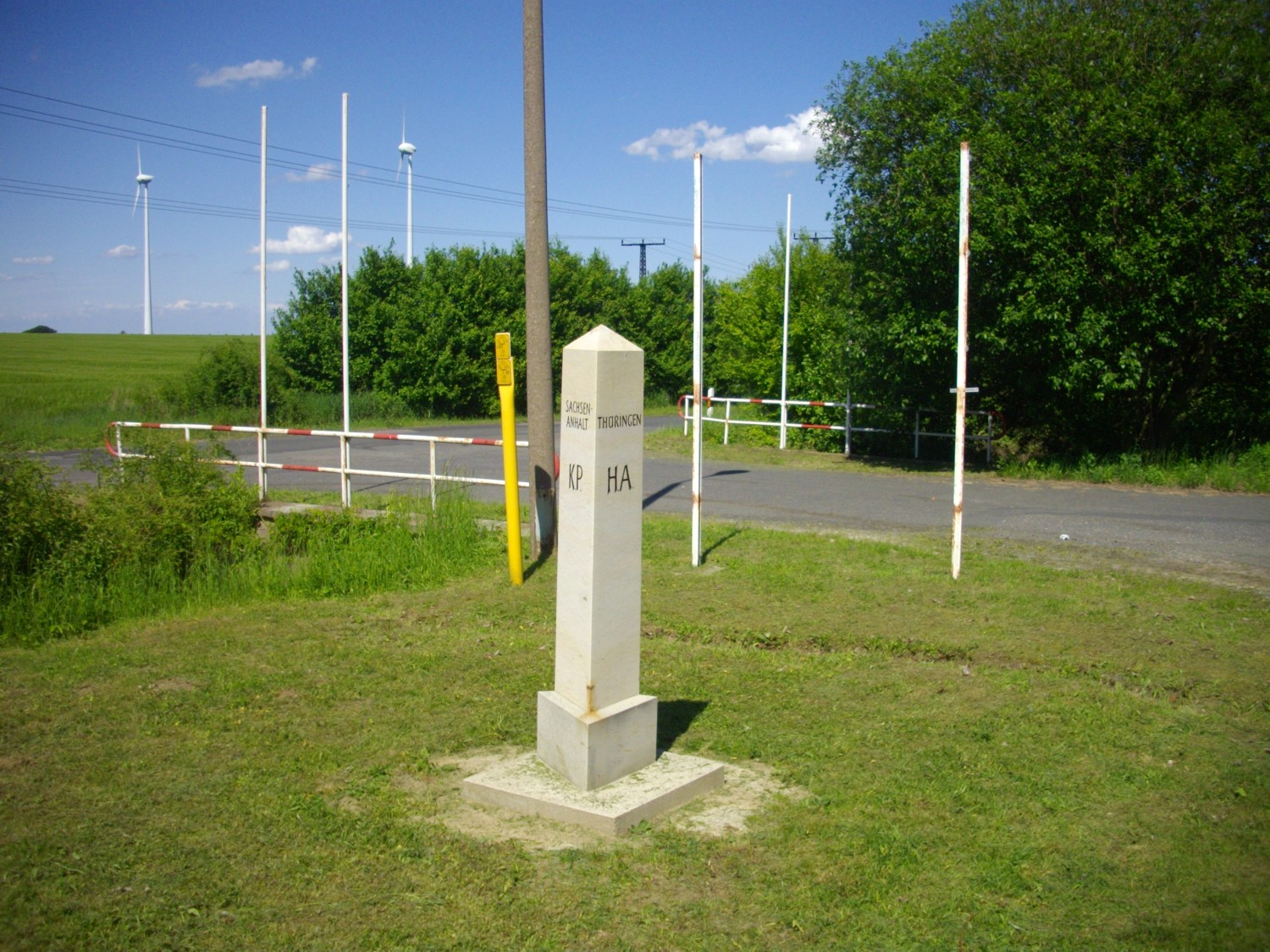
Der Dreiherrenstein an der Einfahrt des Geländes

Der Dreiherrenstein, der 2005 vom Mitteldeutschen Rundfunk beim Steinmetzbetrieb Schellenberger in Groitzsch in Auftrag gegeben und am 20. September 2007 aufgestellt wurde, stand sechs Jahre lang gar nicht auf der eigentlichen Grenze, sondern wurde willkürlich an den Straßenrand gesetzt. Erst mit dem Flurbereinigungsverfahren und der Grenzneuziehung 2013 traf sich der Stein wieder mit der heutigen Grenze. Er ist rein rechtlich nicht frei zugänglich. Der ursprüngliche Dreiherrenstein aus dem Jahr 1913, der vor der Grenzneuziehung mitten auf dem Gelände des Betriebes auf dem ursprünglichen Grenzverlauf stand, wurde in das Heimatmuseum von Lucka gebracht.
Im März 2024 wurde der neue Dreiherrenstein von Unbekannten zerstört. Der gebrochene Grenzstein wurde zur Restaurierung vom Steinmetzbetrieb Schellenberger abgeholt, die Wiederaufstellung an ursprünglicher Stelle ist jedoch nicht geplant. Die Heimatvereine der Gemeinden Groitzsch, Lucka und Elsteraue sind an einer alternativen Lösung für das Dreiländereck bemüht.

## Besitzverhältnisse
Die Besitzverhältnisse sind bis heute nicht abschließend geklärt. Die beim Handelsregister Jena geführte Glasverarbeitung Maltitz GmbH ging in die vandaglas GmbH beim Amtsgericht Dresden (bis 2021 Saint-Gobain Glassolutions Objekt-Center GmbH; besser bekannt als Glaswerk Radeburg) über. Ebenfalls wurden Glaswerke in Berlin-Spandau (unter dem Namen „Döring“), Wilsdruff (ehem. Flachglaskombinat Torgau, danach KINON Spiegel) sowie weitere Werke dem Glaswerk Radeburg überschrieben, die alle im Zusammenhang mit der Saint Gobain standen. Die Lausitzer und Mitteldeutsche Bergbau-Verwaltungsgesellschaft (LMBV) verfügt für den hinteren Geländeteil über eine beschränkte Grunddienstbarkeit. Im Konkreten handelt es sich um einen Bergschadensverzicht, der durch den angrenzenden aufgeschütteten Tagebau zustande kommt.
Am 30. Juni 2023 stellte der Rechtsnachfolger vandaglas das Firmengelände der GVG Maltitz nach fast 16 Jahren für einen Preis von 250.000 € auf Verhandlungsbasis bei dem Online-Portal Kleinanzeigen zum Verkauf ein. Das Inserat wurde mittlerweile wieder gelöscht. Erwähnenswert ist, dass das Gelände, auch der Grenzneuziehung geschuldet, in viele einzelne Flurstücke aufgeteilt ist, wovon der vandaglas GmbH rund ein Viertel rein formell gar nicht gehören, da sie beim Grundbuchamt Altenburg als herrenlos geführt werden. Der Besitz an diesen Teilstücken wurde durch Verzicht nach § 928 BGB beim Amtsgericht Altenburg durch den damaligen Grundstückseigentümer aufgegeben.
Der hintere Geländeteil gehörte nicht der GVG Maltitz, sondern der Böttcher Fenster Türen Bauelemente GmbH, vertreten durch Gustav Böttcher (* 31. Juli 1938; † nach 2008). Die Firma stellte bereits 1997 einen Insolvenzantrag, der mangels Masse jedoch abgewiesen wurde. Die Liquidation der Böttcher GmbH war 2005 abgeschlossen und die Firma erlosch. Im Grundbuch wurde die Aufgabe des Geländes erst 2007 vermerkt.
Der Fiskus (in diesem Fall der Freistaat Thüringen) hat am 11. November 2021 einem Dritten das Aneignungsrecht an 4 von 11 Teilstücken durch einen Notar in Oldenburg übertragen.

## Bilder

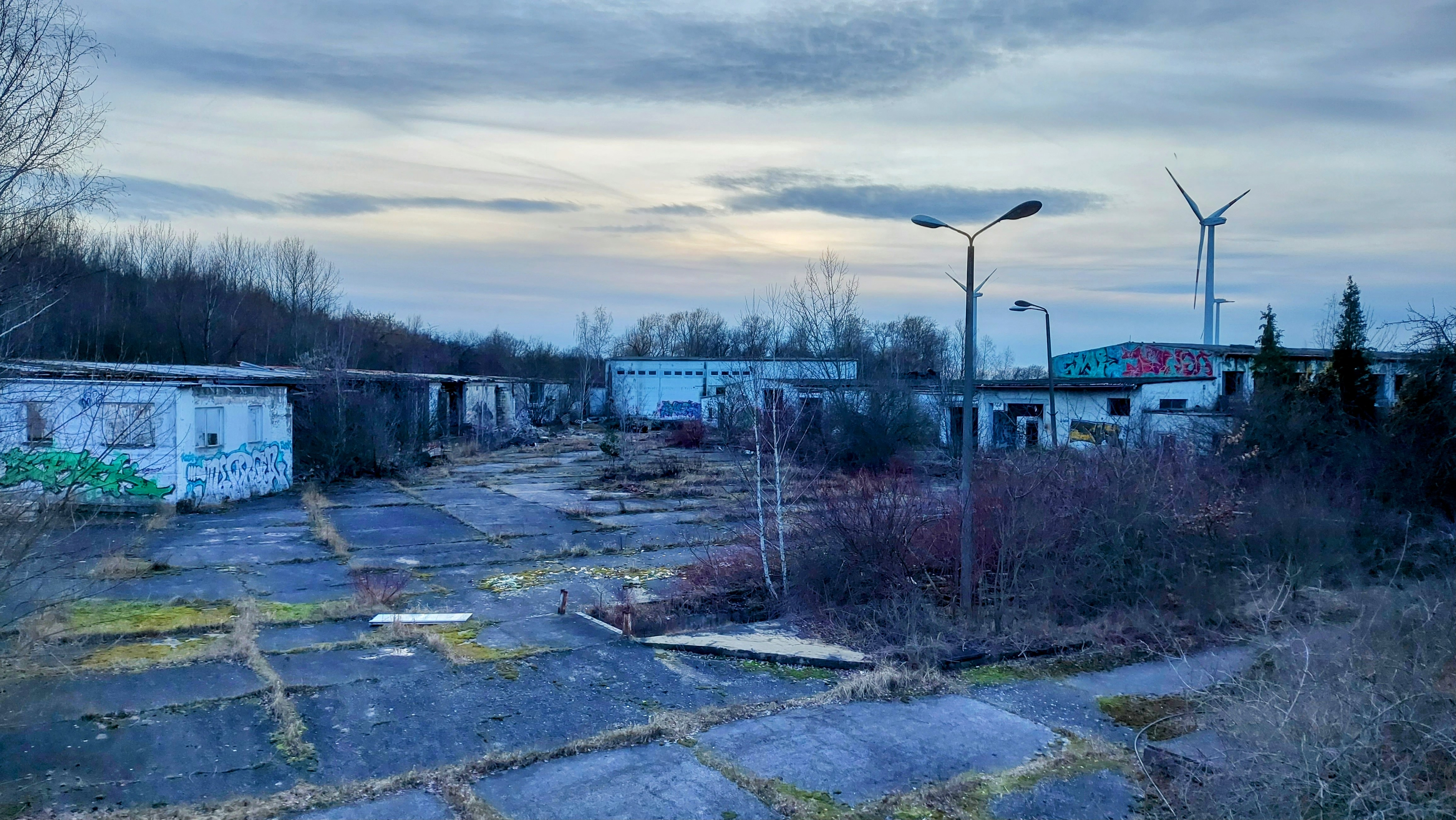
Blick auf das Gelände der GVG Maltitz
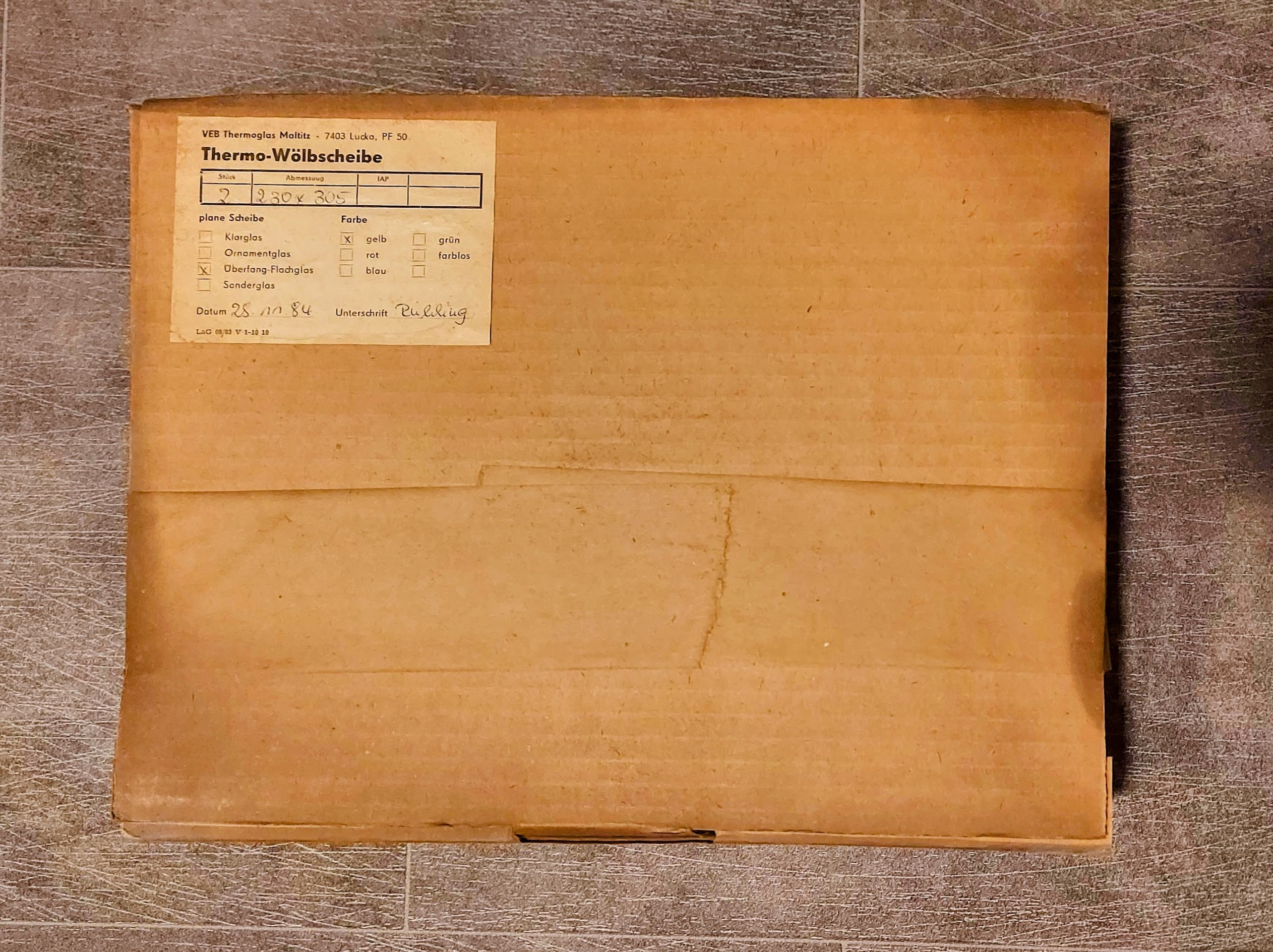
Verpackung von Thermoglasscheiben des VEB Thermoglas Maltitz von 1984
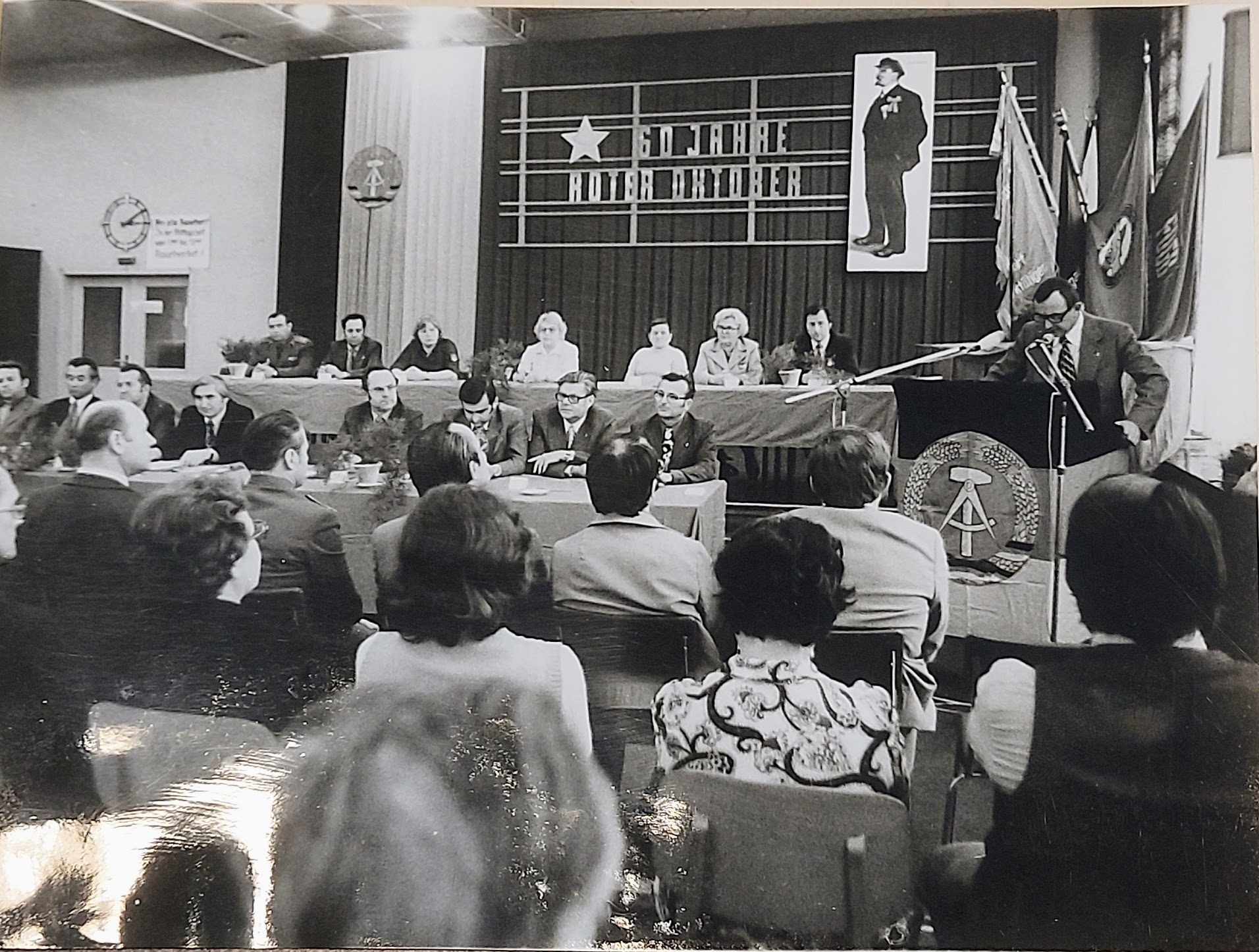
Gründung des VEB Flachglaskombinat Torgau in den 1960er Jahren
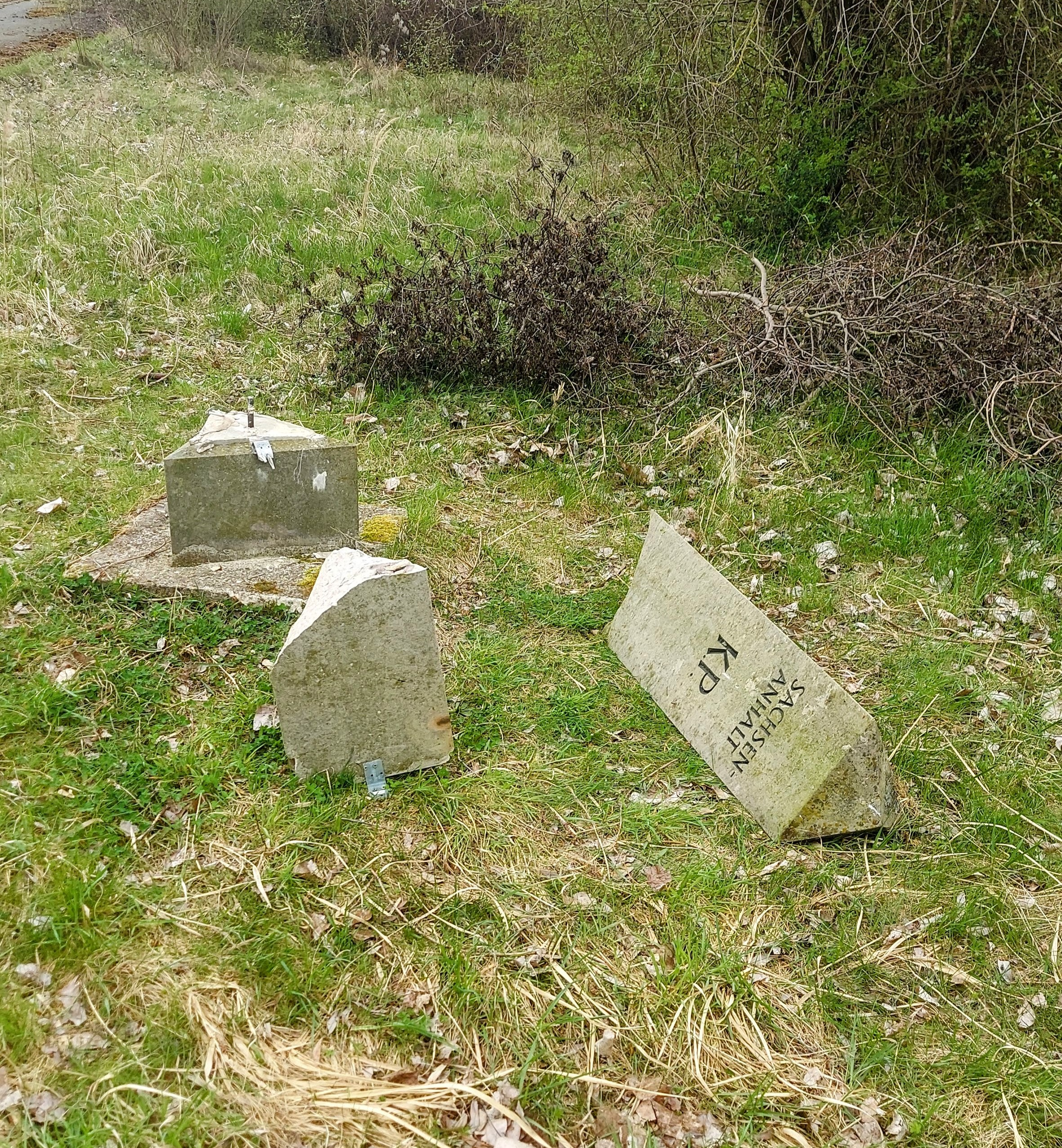
Zerstörter Dreiherrenstein Anfang April 2024
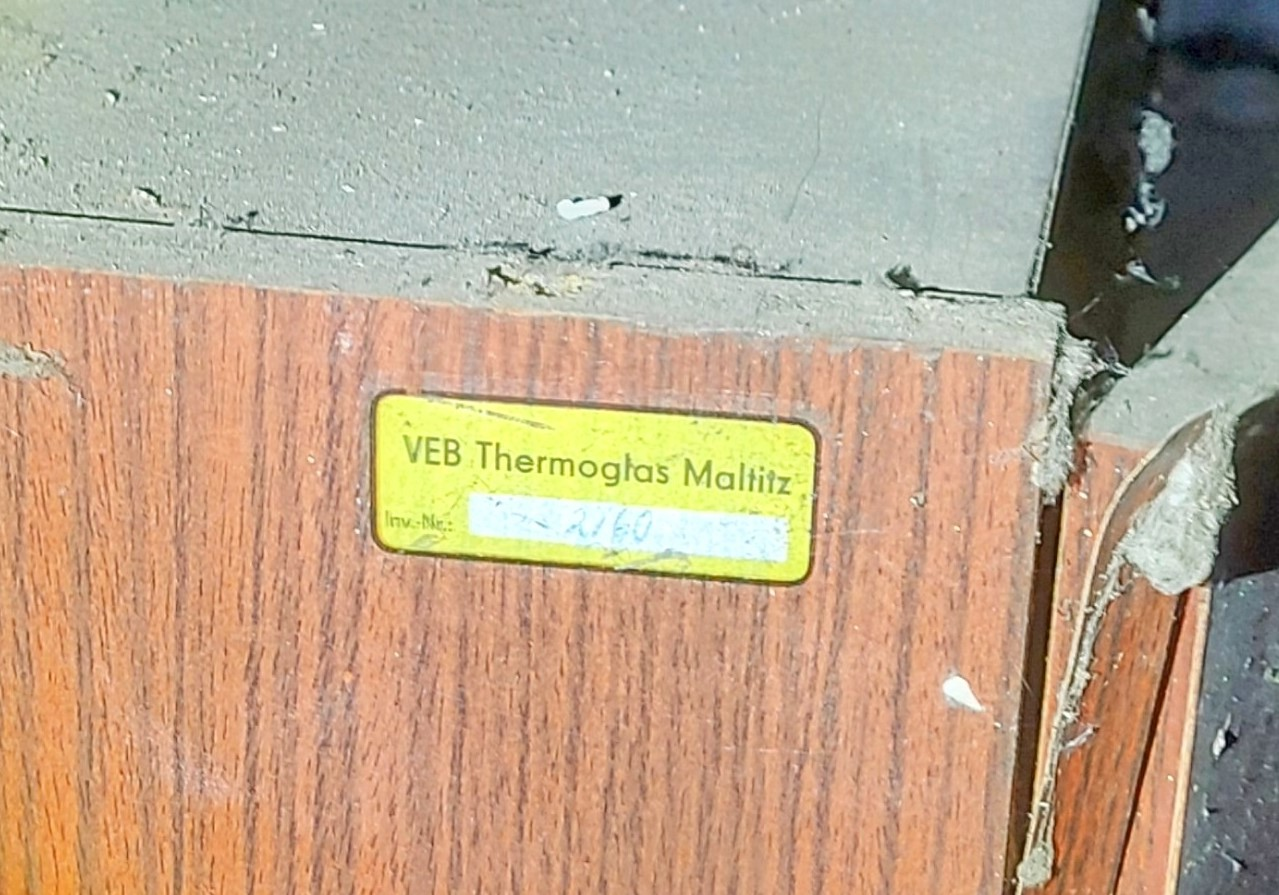
Inventarsticker an einem Schrank in der GVG Maltitz
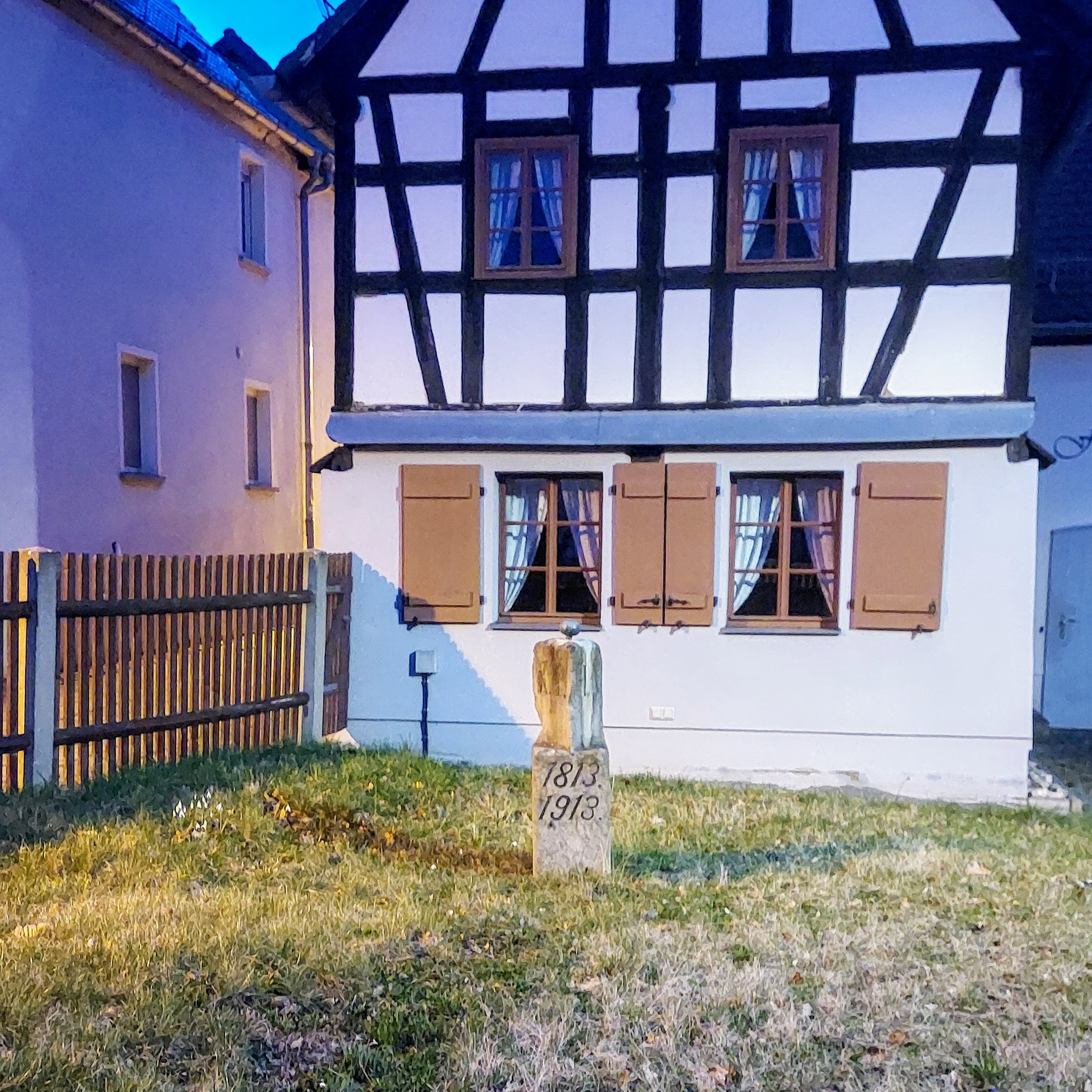
Alter Dreiherrenstein von Maltitz im Garten des Heimatmuseums Lucka
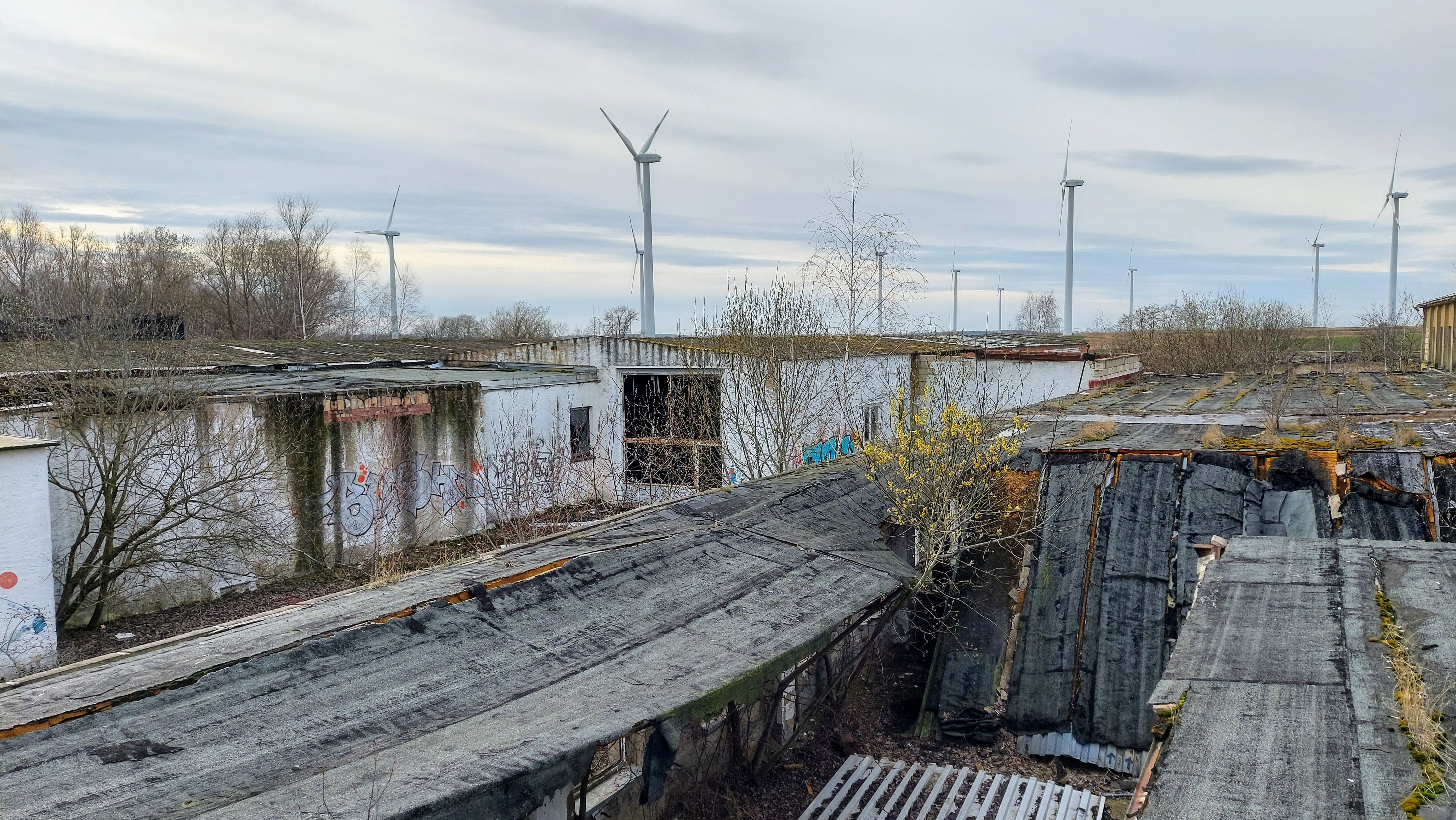
Eingestürztes Dach der GVG Maltitz, Februar 2024
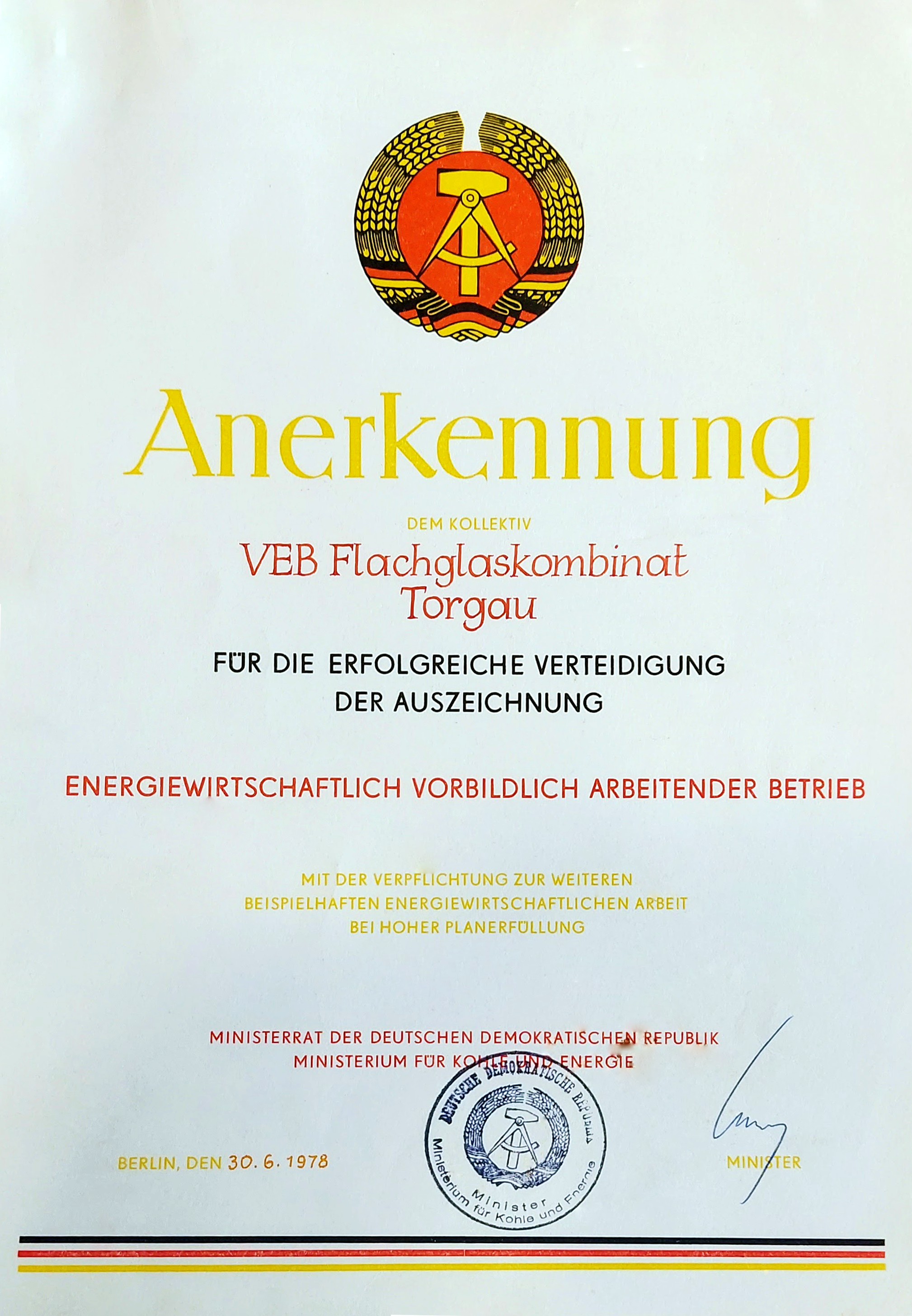
Urkunde zur Verteidigung des Titels „energiewirtschaftlich vorbildlich handelnder Betrieb“, Juni 1978
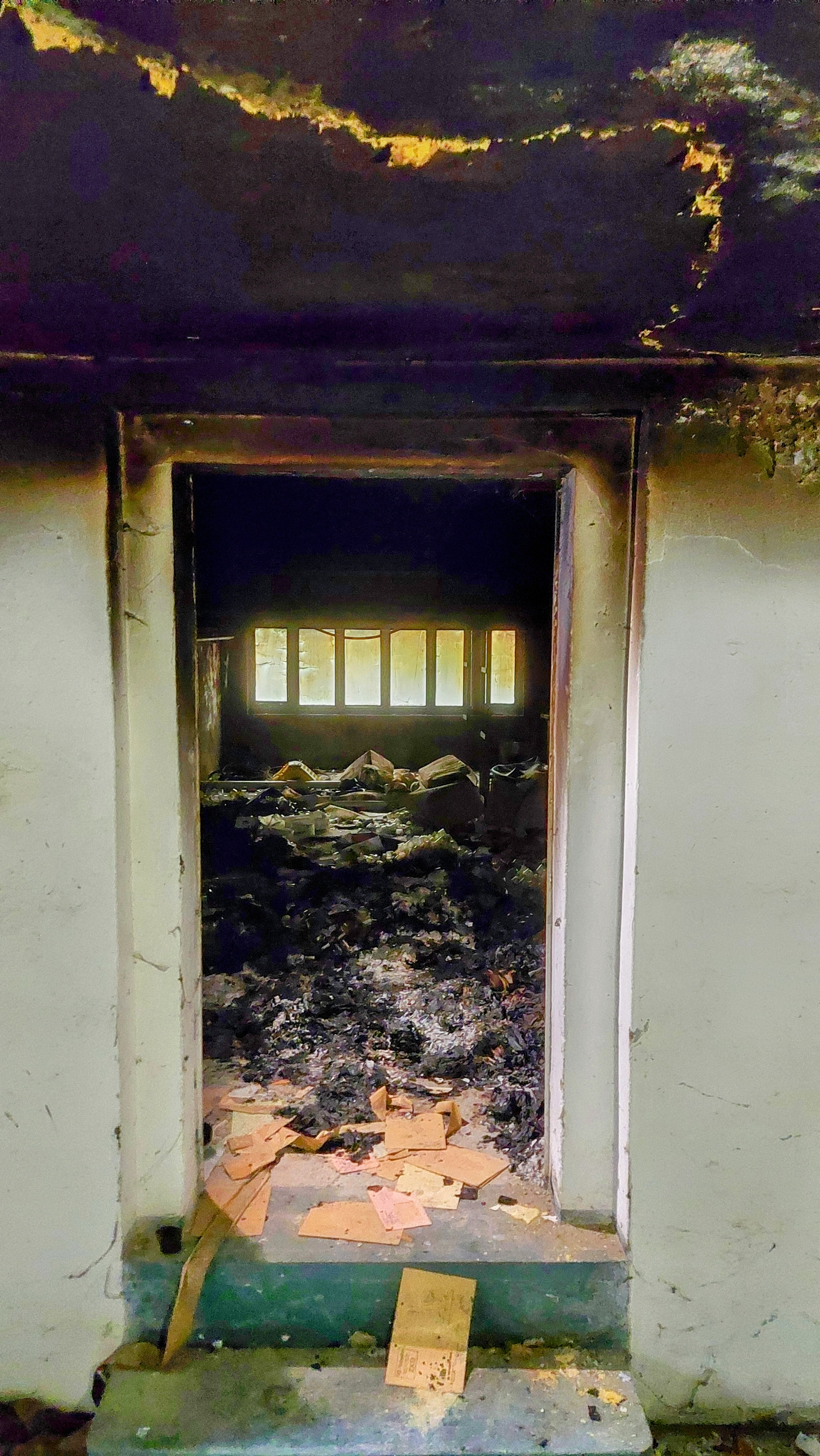
Der ehemalige Archivraum nach dem Brand, Juni 2024